# ناحیه فولداهل، شهرستان مارشال، مینه سوتا
ناحیه فولداهل (به انگلیسی: Foldahl Township) یک منطقهٔ مسکونی در ایالات متحده آمریکا است که در شهرستان مارشال، مینه‌سوتا واقع شده‌است.
 ناحیه فولداهل ۹۴٫۰ کیلومتر مربع مساحت و ۹۴ نفر جمعیت دارد و ۲۹۵ متر بالاتر از سطح دریا واقع شده‌است.